# Sinan Çetin
Sinan Çetin (* 1. März 1953 in Bahçesaray, Van, Türkei) ist ein türkischer Filmregisseur, Filmproduzent und Schauspieler.
Seine Karriere als Filmemacher begann Çetin mit „ambitionierten Millieufilmen“, z. B. Berlin in Berlin (1992). Mit späteren Filmen und insbesondere der Produktion eigener Fernsehserien und -shows bedient er jedoch in erster Linie den Mainstream. Mit seiner Filmfirma produziert er auch Werke zahlreicher weiterer Regisseure.
Cetin ist mit der deutschen Kamerafrau Rebekka Haas verheiratet.

## Filmografie
- 1975: Hanzo (Assistent)
- 1980: Bir Günün Hikayesi (Regie)
- 1982: Çiçek Abbas (Regie)
- 1982: Çirkinler de Sever (Regie)
- 1985: 14 Numara (Regie)
- 1986: Prenses (Regie)
- 1993: Berlin in Berlin (Regie)
- 1995: Bay E (Regie)
- 1999: Propaganda (Regie)
- 2001: Komser Şekspir (Regie)
- 2002: Mumya Firarda (Schauspieler)
- 2004: Okul (Produzent)
- 2005: Pardon (Produzent)
- 2005: Şans Kapıyı Kırınca (Schauspieler)
- 2007: Romantik (Regie)
- 2008: Çocuk (Produzent)
- 2008: Plajda (Produzent)
- 2009: Kağıt (Regie)

## Einzelbelege
1. ↑  Amin Farzanefar: Türkisches Kino, Spiegel des gesellschaftlichen Wandels; Qantara.de 2007

| Personendaten    | Personendaten                                        |
| ---------------- | ---------------------------------------------------- |
| NAME             | Çetin, Sinan                                         |
| KURZBESCHREIBUNG | türkischer Filmregisseur, Produzent und Schauspieler |
| GEBURTSDATUM     | 1. März 1953                                         |
| GEBURTSORT       | Bahçesaray, Türkei                                   |